# Ripky (obwód chmielnicki)
Ripky (ukr. Ріпки) – wieś na Ukrainie, w obwodzie chmielnickim, w rejonie zasławskim. W 2001 roku liczyła 775 mieszkańców.